# Cabezabellosa de la Calzada
Cabezabellosa de la Calzada település Spanyolországban, Salamanca tartományban.  Lakosainak száma 74 fő (2024).

## Népesség
A település népessége az elmúlt években az alábbi módon változott:
| Lakosok száma | 130  | 123  | 109  | 104  | 96   | 95   | 83   | 77   | 72   | 74   |
|               | 2001 | 2004 | 2007 | 2009 | 2012 | 2014 | 2017 | 2019 | 2022 | 2024 |